# Paroplapoderus obtusus
Paroplapoderus obtusus es una especie de coleóptero de la familia Attelabidae.

## Distribución geográfica
Habita en China.